# Blommehovedet ædelparakit
Blommehovedet ædelparakit (Psittacula cyanocephala) er en papegøje, der lever i Sydasien.